# 제5천년기
제5천년기(第五千年期, 5th millennium)은 그레고리력으로 4001년 1월 1일부터 5000년 12월 31일까지를 뜻한다. 이는 서기로 다섯 번째 시기의 천년이라는 뜻이다.

## 세기 밎 연도
- 41세기
- 42세기
- 43세기
- 44세기
- 45세기
- 46세기
- 47세기
- 48세기
- 49세기
- 50세기

## 천문 현상
- 4285년 8월 6일: 금성이 레굴루스를 엄폐할 예정이다.
- 4296년 11월 22일: 금성이 안타레스를 엄폐할 예정이다.
- 4380년: 헤일-밥 혜성이 태양계로 돌아올 것으로 예상된다.
- 4557년 11월 10일: 금성이 레굴루스를 엄폐할 예정이다.
- 4747년 8월 14일: 금성이 레굴루스를 엄폐할 예정이다.
- 4772년 10월 13일: 마야력이 종료될 예정이다.
- 49세기에는 1811 대혜성이 태양계로 돌아올 것으로 예상된다. 계산에 의하면 이 혜성은 4876년 즈음에 돌아올 것으로 예상된다